# John Nydén

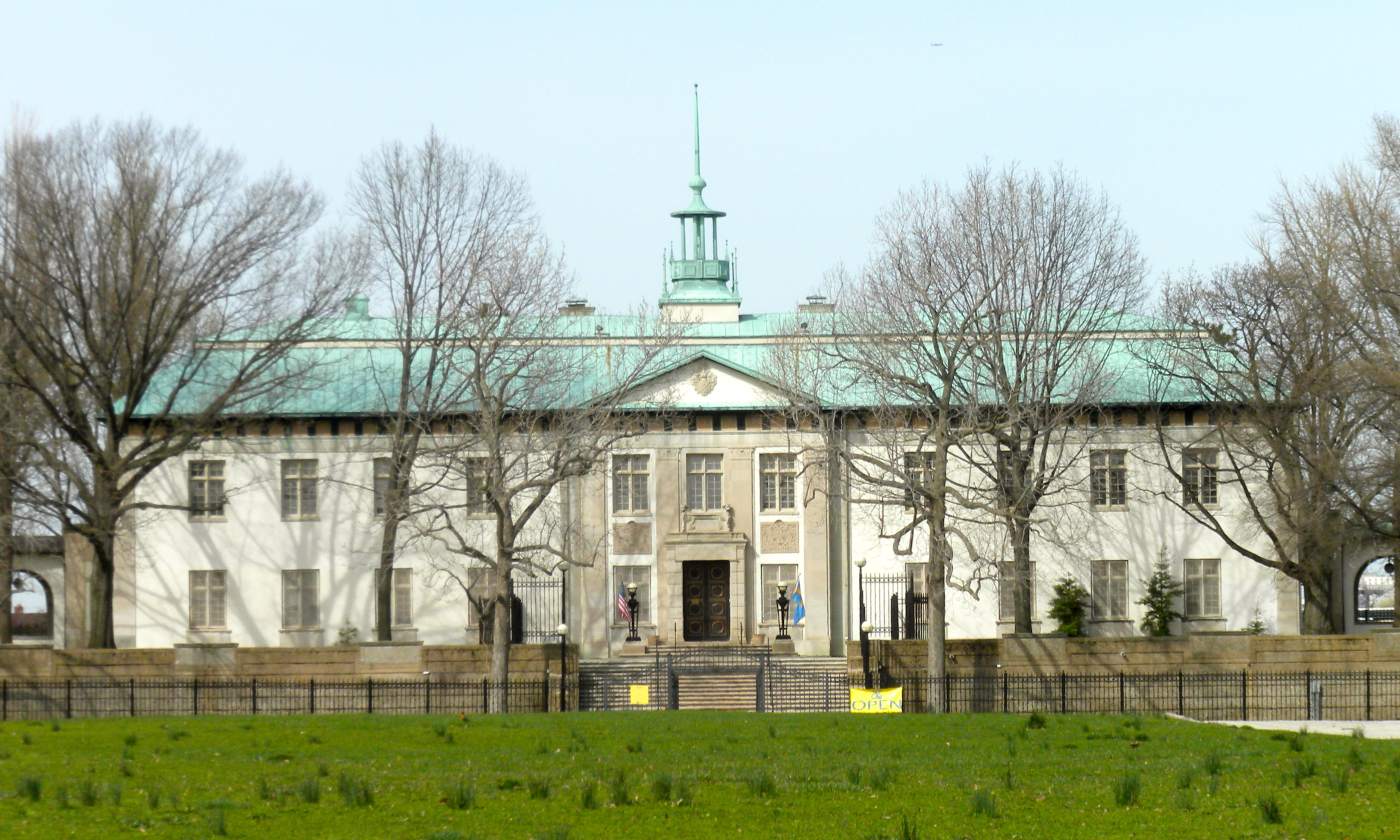
American Swedish Historical Museum i Philadelphia.

John August Nydén, född 1878, död 1932, var en svensk-amerikansk arkitekt.
Nydén utvandrade som 17-åring till USA, avlade 1904 arkitektexamen och började 1907 efter flera studieresor till Europa en praktik i Chicago, som efterhand ledde honom en plats som en av USA:s mer framstående arkitekter. Han ritade bland annat flera hotell och bankpalats samt flera av de svenska frikyrkotemplen i Chicago, bland den den av honom själv grundade Edgewater Swedish mission church. Hans mest kända byggnad är John Morton Momorial Building i Philadelphia som hyser American Swedish Historical Museum. Under första världskriget spelade Nydén en framträdande roll som organisations- och kontrollofficer, speciellt vid uppförandet av de många militärsjukhusen i USA. Han erhöll överstes titel 1926. Nydén var delstatsarkitekt i Illinois 1926-27.